# Elefanthuset (Nørrebro)
Elefanthuset er det folkelige navn for ejendommen Husumgade 10-12 på Nørrebro i København. Huset blev opført af stukkatør H.C.Scheidig i 1903 og udmærker sig følgelig ved en overflødighed af stuk, udendørs såvel som indendørs.
Facaden prydes blandt andet af ugler, svaner og gribbe, hvoraf en har givet ejendommen dens officielle navn, Gribsholm. De to hoveddøre flankeres af fire elefanthoveder, som har foranlediget, at ejendommen står opført i Max Havelaar Fondens elefantguide.
Ejendommen repræsenterer et af de sjældne eksempler på jugendstil i København, og den er som en af få i et boligområde, der i øvrigt domineres af prunkløs arkitektur, kendt bevaringsværdig af Københavns Kommune.[kilde mangler]
55°41′36″N 12°32′46″Ø / 55.69333°N 12.54611°Ø